# Cattedrale del Santissimo Redentore
La cattedrale del Santissimo Redentore (Holy Redeemer Cathedral) è la cattedrale della diocesi di Belize-Belmopan, sorge nella città di Belize, in Belize.

## Storia e descrizione
L'edificio è stato completato nel 1858. L'esterno è realizzato in mattoni, mentre l'interno è quasi interamente in mogano. Il pavimento era inizialmente di legno, ma è stato sostituito nel 1961, in seguito ad un uragano, con uno in cemento e piastrelle. Le lavorazioni in legno sono state in gran parte danneggiate dalle termiti.
Papa Giovanni Paolo II nel 1983 ha visitato la Cattedrale durante la sua visita pastorale in Belize.